# Hello Seahorse!
Hello Seahorse! es un grupo musical mexicano de rock alternativo formado en la Ciudad de México, México, a finales de 2005.
El grupo está compuesto por Denise Gutiérrez en la voz, Fernando Burgos en los sintetizadores, y Gabriel G. de León "Bonnz!" en la batería.
Entre sus influencias han citado a varias bandas e intérpretes como: Portishead, Death Cab for Cutie, Fleetwood Mac, Santa Sabina, Massive Attack, Phoenix, Kraftwerk, Everything but the girl, The Postal Service, Sigur Rós, Cocteau Twins, Bjork y Radiohead. [cita requerida]

## Historia

### Inicios y primer demo.

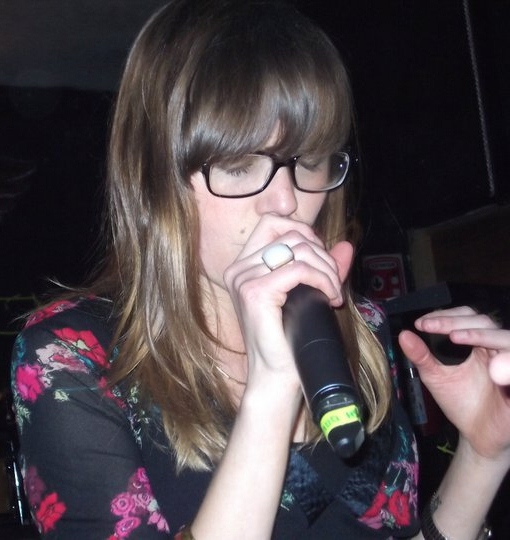
Hello Seahorse! pasó la primera parte del 2006 en período de composición y en julio presentaron su álbum debut, titulado Hello Seahorse!...and the Jellyfish Parade, producido por Oro de Neta y editado bajo su propia disquera, Freaks & Geeks. Poco tiempo después, tienen la oportunidad de tocar en el Festival Manifest 2006.

De su primer demo se desprende el sencillo "Squarehead", del cual se lanzó en video musical que fue pasado en los principales canales de música. Justo después de grabar el video, la banda ya se encontraba grabando canciones para su próximo álbum de estudio, el cual sería un EP de 7 pistas (4 canciones y 3 preludios).

### Hoy a las ocho (2007-2009)
Para el verano del 2007, las canciones de Hoy a las ocho ya estaban grabadas, sólo faltaba la mezcla y la remasterización. Para ello, Hello Seahorse! acudió al ingeniero canadiense Mark Lawson quien había trabajado con proyectos como The Arcade Fire, Islands, Beirut, etc. La remasterización corrió a cargo de Harris Newman en Grey Market Studios, en Canadá. En otoño del mismo año, Hello Seahorse! lanzó su segundo álbum de estudio, titulado Hoy A Las Ocho, en formato de descarga digital, y en forma gratuita, bajo el respaldo de la agencia musical y disquera independiente Mun Records.
En marzo de 2008 son invitados a participar en el Festival MX Beat al lado de grupos tales como Beastie Boys, M.I.A. y Jarvis Cocker entre otros, además viajan al festival South By Southwest 08 en Austin, Texas. Este año el grupo conoció una nueva faceta creativa al musicalizar el cortometraje El hipo y el ratón, de donde se desprenden las canciones "Universo 2" y "Del Cielo Se Caen".
En noviembre del 2008, la disquera independiente Magic Marker originaria de Portland, lanza físicamente el álbum Hoy a las ocho en Estados Unidos y ocasiona que las radios universitarias conozcan y transmitan "Won't Say Anything", sencillo que también contiene un video musical que fue muy exitoso en los blogs estadounidenses como Pitchfork y Stereogum.
El grupo despidió el 2008 con "Bestia", el primer sencillo que se desprende de su álbum homónimo. Súbitamente la canción se volvió del gusto de aficionados, medios y radioescuchas en general. A un mes de haberse lanzado "Bestia", la canción ganó la posición #5 de los mejores sencillos del 2008 en la estación de radio de rock Reactor, de Ciudad de México. La canción tuvo un gran éxito en la página de dicha estación e impuso su propio récord de 35 000 descargas.

### Bestia (2009-2010)
El 2009 recibió a Hello Seahorse! con 3 shows importantes: el Indie-O Fest, el SXSW’09 en Austin, Texas, y el Festival Iberoamericano Vive Latino. Este mismo año el grupo trabajó en promocionar la salida de su tercer álbum “Bestia”, producido por Yamil Rezc y masterizado una vez más por Harris Newman en Grey Market Studios en Canadá.
Ese mismo año, Mun Records hizo alianza con EMI y licenció una nueva producción que se encuentra ya a la venta. Bestia incluye dos participaciones importantes: Chetes compone la única guitarra en el álbum y canta junto con Denise en "Siberia"; y por su parte, Daniel Zlotnik del grupo musical Los Dorados tocó el saxofón en la canción "El recuerdo". El arte del disco contiene 10 portadas únicas hechas por ilustradores mexicanos, de entre ellos: Alberto Cerriteño, Hula+Hula, Fernando Moreno y otros.
El sencillo "Bestia" tuvo tal impacto que a tan solo 2 meses de su lanzamiento en la estación de radio Reactor 105.7 FM ocupó la posición #5 en Las 105.7 canciones del 2009 y se mereció la nominación a Mejor canción alternativa del 2009 en los Grammys Latino de 2009, Mejor canción del 2008 en los Premios Indie-O 2009; asimismo, MTV los galardonó en 2009 con El Premio La Zona por el álbum Bestia, del cual se desprenden 3 videos musicales: "Bestia", "Después" y "Criminal", que fueron transmitidos en la programación habitual de MTV, Telehit, Canal 11 y Ritmosón.
A fin del 2009, Hello Seahorse! produjo y lanzó la edición especial de Bestia, con colaboraciones y remixes hechos por artistas como Julieta Venegas, Money Mark (Estados Unidos), Clinic (Reino Unido) y Toy Selectah (ex-Control Machete).

### Lejos. No tan lejos (2010 - 2011)
Poco tiempo después, Hello Seahorse! comenzó a componer para su próximo álbum de estudio. Para enero del 2010, el grupo ya tenía los demos que formarían parte de un nuevo disco titulado Lejos. No tan lejos. Para la labor de producción, recurrieron al músico y colaborador de los Beastie Boys Money Mark y a Yamil Rezc, también productor de Bestia.
En agosto de 2010 se dio a conocer "Casa vacía", una canción que funcionó como sencillo previo al lanzamiento del álbum y que tuvo mucho éxito con su video musical, únicamente por lanzado por blogs y medios en internet.
Durante ese año, Hello Seahorse! fue galardonado como Mejor grupo del 2009 en los Premios Indie-0, premio Revelación en Las Lunas del Auditorio y una segunda nominación al Grammy en la misma categoría de Mejor canción alternativa con el sencillo "Criminal". Las reacciones llegaron hasta Colombia, llevándolos así a la 16.ª edición de Rock Al Parque, en Bogotá en julio de 2010.
El 2011 se volvió muy importante para Denise, a quien se le ha visto participando en destacados eventos de talla documental, como lo fue su aparición en el Ángel de la Independencia, dentro del marco de celebraciones del Bicentenario, acompañada de la Orquesta Filarmónica de las Américas y de sus amistades Alondra de la Parra, Ely Guerra y Natalia Lafourcade. Posteriormente, se vendría el Concierto Revolución con Lila Downs. Así mismo, Lo Blondo también es parte del ensamble que acompañó a Zoé en su MTV Unplugged y el cual fue lanzado en febrero de 2011.
Dos participaciones en compilados importantes también han mantenido al grupo ocupado. Una de ellas fue su versión de "Cielo rojo" en el acoplado de Bimexicano lanzado por Starbucks México y la otra, que rindió tributo a Caifanes, con su propia interpretación de "Hasta morir".
En agosto de 2011 el grupo promociona la canción "Velo de novia" el tercer sencillo oficial de Lejos. No tan lejos. A inicios de 2011, el álbum fue editado en Estados Unidos por Nacional Records y asimismo en Argentina, Chile y Uruguay a cargo de la disquera independiente PopArt.
El 27 de agosto dio un show en el Teatro Metropolitano de la Ciudad de México, donde Denise se despide del seudónimo "Lo Blondo".
Viajaron por algunas ciudades de México y Estados Unidos en la gira "Lejos, no tan lejos". Los conciertos de esta gira se caracterizaron por interpretaciones fuertes, cargadas de emoción y energía, incluyendo canciones de Bestia y Lejos, no tan lejos. Ocasionalmente complacen al público con temas como "Cielo rojo" y "Luna". En cuanto a interpretación, se pudieron apreciar variaciones respecto a la melodía vocal e instrumentación, las cuales aumentaron la calidad de las presentaciones en vivo.
Participaron en el 7.º Festival Internacional Chihuahua (2011), con dos presentaciones en ese estado: La primera fue el 21 de septiembre en el Centro Cultural Paso del Norte, localizado en Ciudad Juárez Chihuahua; y la segunda en La Plaza del Ángel, la cual se encuentra en Chihuahua, Chihuahua. Dieron por finalizada la gira con estos dos conciertos, aunque tienen fechas programadas para el resto de la República Mexicana.
también colaboraron con "Hasta morir" en el disco "Tributo a Caifanes y Jaguares".

### 2012
Además de que tocaron en 3 festivales internacionales: Festival Verde en Panamá, Vive Latino y el Festival de Música y Artes de Coachella Valley, estrenaron a principios de año el sencillo "Para Mí", un adelanto de lo que sería su nuevo disco. Es una canción muy diferente a sus anteriores temas con un estilo mucho más bailable y alegre.

### Arunima(2012)
A principios del 2012 Hello Seahorse! anunció estar trabajando un nuevo disco con el productor argentino Camilo Froideval.
Se trasladaron al estudio americano Sonic Ranch donde permanecieron por 6 semanas, grabando el nuevo material, el cual lleva por nombre Arunima. Al finalizar la grabación tocaron por primera vez en vivo las canciones del nuevo álbum, en donde presentaron canciones como: "No te vayas al bosque", "Buen viaje", "Tristes", "No es que no te quiera" y el ya popular sencillo "Para mí".
Denise anunció vía Twitter el cercano lanzamiento de un nuevo sencillo, el cual ha sido confirmado como "La flotadera". El álbum salió a la luz el 13 de octubre de 2012, estando disponible para su adquisición en los puestos de mercancía del Corona Capital 2012. Podrá ser encontrado en tiendas y en iTunes a partir del 16 de octubre.
Arunima debutó en 1 lugar de ventas en iTunes México.
Después de que la banda concluyó en la gira de Rockampeonato junto a Café Tacvba, recorriendo las principales ciudades de México, se hizo el lanzamiento oficial el 13 de diciembre del videoclip de "La flotadera".
se titula Arunima por el perfume utilizado por Denise lo cual se le pondría a una sola canción pero se decidió por el álbum completo. Los sencillos de este álbum son "Para mí", "La flotadera", "No es que no te quiera" y "El artista".
Del 2 de agosto al 6 de septiembre de 2012, como preludio a la presentación de su nuevo disco, se llevó a cabo el minifestival "Fobiarama", en el cual la banda Fobia presentó cada uno de sus 5 discos previos al más reciente Destruyehogares, siendo que en cada uno de esos 5 conciertos previos se invitó a una banda distinta, para el caso de Hello Seahorse!, ellos fueron invitados para participar en el segundo concierto, en el que se interpretó el disco "Mundo Feliz".

### 2013-2014
En este año tocaron en el Festival Acapulco 2013 así igual fueron invitados al programa México suena de noche, fueron nominados en los premios IMAS en Disco pop, Arte empaque del año, Acto en vivo y Banda del año, del cual solo ganaron Disco pop y Arte empaque del año. También fueron parte de los premios MTV Millennial Awards 2013 presentando "La flotadera".
El 7 de septiembre de 2014 se presentaron en la sexta edición del Festival Cultural La Yoshokura en Morelia, Michoacán.
El 26 de febrero de 2015 se presentaron en el teatro del pueblo de la Feria de la Bandera en Iguala de la Independencia, Guerrero.

### Entretanto(2016)
Hello Seahorse! regresa a sus raíces independientes y saca un nuevo "minialbum" llamado Entretanto. El material consta de 4 canciones, cada una con un video, que juntas conforman el cortometraje del mismo nombre.
Las canciones fueron sacadas una por una. El primer sencillo fue Animal.
Recientemente en el festival Pal´Norte 2016 realizado en Monterrey, Nuevo León,
Durante la rueda de prensa que dieron, anunciaron un descanso temporal e indefinido de la banda.
"Vamos a tomar un descanso" no es por roces ni problemas, dentro de la banda, "hemos sido muy buenos amigos" aseguró Denise.
Esto para centrarse en proyectos personales de los integrantes.

### Hello Seahorse! 10 años (en vivo)(2017)
10 años es el nuevo material de la banda mexicana Hello Seahorse!. Un álbum que contiene material en vivo de su presentación de noviembre de 2015 en El Plaza Condesa celebrando sus primeros diez como banda, haciendo un recorrido a través de su carrera musical.
En este álbum, pleno de diversas tonalidades y matices, Hello Seahorse! se caracteriza por la experimentación y la reinterpretación de sus temas en vivo. Este álbum captura ese espíritu y la experiencia de escuchar a la banda en directo.
10 años fue grabado completamente en vivo sin el uso de over-dubs; mezclado por Fernando Burgos y el ingeniero de casa, Eugenio Laposse; masterizado en Grey Market, por Harris Newman.

### Disco estimulante (2020)
En 2016 la banda decide parar de tocar por un tiempo, y a finales de 2017 se reúnen para dar un concierto en el Teatro Metropolitan de la Ciudad de México. A la par sacan los Sencillos "Dónde Estabas" (en noviembre de 2017) y "Son" (en 2018) producidos por Bufi. La buena recepción de los sencillos hace que la agrupación quiera grabar un disco nuevo.
En 2019, Hello Seahorse! empieza a dar adelantos de lo que sería su 4t LP con los sencillos "Incendio", "Dominó" y "Mujer" y a principios de 2020 ve la luz el Disco estimulante. Con este cuarto álbum la banda se reúne con Camilo Froideval, productor de su disco anterior “Arunima”.
Las canciones del “Disco Estimulante” fueron escritas y compuestas en diversos períodos y lugares distintos como El Paso, Texas, Valle De Bravo, Querétaro y la Ciudad de México a la par que la banda estaba de gira. Este álbum se enfoca mucho más en la energía que la banda transmite en sus conciertos en vivo.
Presentan el disco oficialmente en concierto el 10 de febrero con un lleno total en El Plaza Condesa de la Ciudad de México.
A raíz de la pandemia de COVID-19 y al no poder salir de gira para promocionar su disco, Hello Seahorse! decide hacer un concierto en línea para tocar el álbum en su totalidad, siendo una de las primeras bandas en México que cobrarían por un show virtual.
El 31 de Julio Hello Seahorse! celebra los once años de uno de los discos más trascendentales en su carrera, “Bestia”, en un concierto en línea.

### Híper (2023)
La banda decide darle la vuelta por completo a su sonido. Regresar a ser un trío y hacer un disco completamente orientado a la música electrónica llamado Hiper.

## Miembros

### Miembros actuales
- Denise Gutiérrez[10] (anteriormente apodada Lo Blondo) - voz
- Fernando Burgos (Oro de Neta) - piano, bajo, teclados, sintetizadores
- Gabriel G. De León (Bonnz!) - batería, guitarra, programación

### Miembros invitados en vivo
- Camilo Froideval - Bajo (Vive Latino 2012, Coachella 2012, presentación de Arunima en El Paso TX.)
- Yamil Rezc - Bajo (Vive Latino 2010)
- Daniel Zlotnik - Saxofón (Lunario 2010)

### Antiguos miembros
- Julio Muñoz- guitarra
- Joe borunda- guitarra
- Reez Ruiz- percusiones

## Discografía

### Álbumes de estudio
| Año  | Álbum                                                                                            |
| ---- | ------------------------------------------------------------------------------------------------ |
| 2009 | Bestia - Lanzamiento: 2009 - Sello: Mun Records y EMI                                            |
| 2010 | Lejos. No tan lejos - Lanzamiento:2010 - Sello: Mun Records y EMI // Nacional Records (USA ONLY) |
| 2012 | Arunima - Lanzamiento: 2012 - Sello: Mun Records y EMI                                           |
| 2020 | Disco Estimulante - Lanzamiento: 2020 - Independiente                                            |
| 2023 | HÍPER - Lanzamiento: 2023 - Sello: LOVRecs                                                       |

### Álbumes en vivo
| Año  | Álbum                                                                          |
| ---- | ------------------------------------------------------------------------------ |
| 2017 | Hello Seahorse! 10 años (En vivo) - Lanzamiento: 2017 - Sello: Hello Seahorse! |

### Discografía extendida
| Año  | Álbum                                                                                     |
| ---- | ----------------------------------------------------------------------------------------- |
| 2006 | Acoustic Versions - Lanzamiento: 2006 - Sello: Freaks & Geeks                             |
| 2008 | Hoy a las ocho (versión Estados Unidos) - Lanzamiento: 2008 - Sello: Magic Marker Records |
| 2009 | Bestia (edición especial) - Lanzamiento: 2009 - Sello: Mun Records y EMI                  |

### EP
| Año  | Álbum                                                                   |
| ---- | ----------------------------------------------------------------------- |
| 2005 | ...And the Jellyfish Parade - Lanzamiento: 2006 - Sello: Freaks & Geeks |
| 2007 | Hoy a las ocho EP - Lanzamiento: 2007 - Sello: Mun Records              |
| 2016 | Entretanto - Lanzamiento: 2016 - Sello: Hello Seahorse!                 |

### Versiones
| Año  | Canción                       | Autor              | Disco                                                                        |
| ---- | ----------------------------- | ------------------ | ---------------------------------------------------------------------------- |
| 2010 | «Cielo rojo»                  | Juan Zaizar Torres | "Bimexicano, Nuestros Clásicos Hechos Rock"                                  |
| 2010 | «Hasta morir»                 | Caifanes           | "Nos Vamos Juntos: Un tributo A las Canciones de Caifanes & Jaguares Vol. 1" |
| 2010 | «Luna»                        | Zoé                | "Reptilectric Revisitado"                                                    |
| 2012 | «Que nadie sepa mi sufrir»    | Ángel Cabral       | "MUN Compilado II"                                                           |
| 2013 | «La mentira (¿Se te olvida?)» | Álvaro Carrillo    | "Xëëw Vol. 2, Banda Filarmónica del CECAM".                                  |

### Sencillos
| Año  | Canción                              | Álbum                           |
| ---- | ------------------------------------ | ------------------------------- |
| 2007 | «Palacio original»                   | ''And the Jellyfish Parade      |
| 2007 | «Cassette»                           | ''And the Jellyfish Parade      |
| 2008 | «Squarehead»                         | ''And the Jellyfish Parade      |
| 2008 | «Won't Say Anything»                 | Hoy a las ocho                  |
| 2009 | «Bestia»                             | Bestia                          |
| 2009 | «Después»                            | Bestia                          |
| 2009 | «Criminal»                           | Bestia                          |
| 2009 | «Oso polar»                          | Bestia                          |
| 2009 | «Universo 2»                         | Bestia                          |
| 2010 | «Casa vacía»                         | Lejos. No tan lejos             |
| 2010 | «Un año quebrado»                    | Lejos. No tan lejos             |
| 2011 | «Me has olvidado»                    | Lejos. No tan lejos             |
| 2011 | «Velo de novia»                      | Lejos. No tan lejos             |
| 2012 | «Para mí»                            | Arunima                         |
| 2012 | «La flotadera»                       | Arunima                         |
| 2013 | «No es que no te quiera»             | Arunima                         |
| 2014 | «El artista»                         | Arunima                         |
| 2015 | «Animal»                             | Entretanto                      |
| 2015 | «Me he convertido»                   | Entretanto                      |
| 2015 | «Nada extraordinario» ft. Gil Cerezo | Entretanto                      |
| 2016 | «Algún día»                          | Entretanto                      |
| 2017 | «Dónde estabas (Azul)»               | Dónde estabas (Azul) - Sencillo |
| 2018 | «Son»                                | Son - Sencillo                  |
| 2019 | «Incendio»                           | Disco Estimulante               |
| 2019 | «Dominó»                             | Disco Estimulante               |
| 2019 | «Mujer»                              | Disco Estimulante               |
| 2020 | «Sublime»                            | Disco Estimulante               |
| 2020 | «Música»                             | Música - Sencillo               |

## Videografía

### Videos promocionales
| Año  | Vídeo musical                      | Dirección/Realización                                       | Álbum                                              | Estreno          | Anotaciones |
| ---- | ---------------------------------- | ----------------------------------------------------------- | -------------------------------------------------- | ---------------- | --- |
| 2015 | Animal                             | Realizado por Triunfando Macizo con el apoyo de Timberland. | Entretanto (Cortometraje y colección de sencillos) | 30 de junio      | Primer sencillo y 4.º capítulo del cortometraje. |
| 2015 | Me he convertido                   | Realizado por Triunfando Macizo con el apoyo de Timberland. | Entretanto (Cortometraje y colección de sencillos) | 2 de octubre     | Segundo sencillo y 3.er. capítulo del cortometraje. |
| 2015 | Nada extraordinario ft. Gil Cerezo | Realizado por Triunfando Macizo con el apoyo de Timberland. | Entretanto (Cortometraje y colección de sencillos) | 19 de noviembre  | Tercer sencillo y 2.º capítulo del cortometraje |
| 2016 | Algún día (Alicia)                 | Realizado por Triunfando Macizo con el apoyo de Timberland. | Entretanto (Cortometraje y colección de sencillos) | 19 de febrero    | Cuarto sencillo y 1.er. capítulo del cortometraje |
| 2018 | Dónde Estabas (Azul)               | Javier Sánchez                                              | —                                                  | 7 de febrero     | Videoarte: Javier Sánchez Edición: Bonnz! |
| 2018 | Son                                | David Franco                                                | —                                                  | 12 de septiembre | Idea Original: Denise Gutiérrez, Gabriel "Bonnz" Galván y David Franco Fotografía: David Franco Cámara Adicional: Juan Luis Lemus Edición: David Franco y Gabriel "Bonnz" Galván Corrección de Color: David Franco Producción: 13 Producciones Maquillaje y Peinado: Gustavo Bortolotti Vestuario: Julia y Renata Rodado en la Ciudad de México.                                                                |
| 2019 | Incendio                           | Reydecel Martínez                                           | Disco Estimulante                                  | 18 marzo         | Por: Triunfando Macizo DoP: Nini Blanco Producción: Emanuel Salazar Agradecemos a la Universidad de La Comunicación por las facilidades para la grabación del video |
| 2019 | Dominó                             | Reydecel Martínez                                           | Disco Estimulante                                  | 26 de julio      | Dirección de fotografía: Nini Blanco Producción: Emmanuel Salazar Gerente de producción: Enrique Cuellar Asistente de cámara: Juan Martos Posproducción: Art Michel Vestuario: Manu Orta Maquillaje: María Fernanda Bolaños Arte: Evelyn Villegas Gaffer: Ángel Vilchis Plantilla: Javier Gasca Asistente de producción: Daniel Bonilla Video assist: Francisco Escobar Coord. Performance: Marisol Cal y Mayor |
| 2019 | Mujer                              | Tania Reza                                                  | Disco Estimulante                                  | 10 de diciembre  | Edición: Josué Ortiz, Mauricio Herrera & Andrea Sotelo Cámara: Diego Moreno & Leandro Oddone Coproducción: Física Moderna Records |

## Premios y nominaciones

### 2009Grammy Latino
- "Mejor Canción de Música Alternativa" - "Bestia" (Nominados)

### 2009Premios IMAS
- "Canción del Año" - "Bestia" (Ganadores)

### 2009Premios MTV
- "Mejor Artista Nuevo" (Nominados)
- "Premio La Zona" (Ganadores)

### 2010 Grammy Latino
- "Mejor Canción de Música Alternativa" - "Criminal" (Nominados)

### 2010 Premios IMAS
- "Mejor Grupo" (Ganadores)

### 2010Lunas del Auditorio
- "Premio Revelación" (Ganadores)

### 2013 Premios IMAS
- "Disco Pop" - "Arunima" (Ganadores)
- "Arte Empaque del Año" - "Arunima" (Ganadores)
- "Acto en Vivo" (Nominados)

- "Banda del Año (Nominados)

### 2013Grammy Latino
- "Mejor Canción de Música Alternativa" - "La Flotadera" (Nominados)

### 2014 Premios IMAS
- "Canción del Año" - "No Es Que No Te Quiera" (Nominados)

- "Premio Indio de la Gente"

### 2020Grammy Latino
- "Mejor Álbum de Música Alternativa" - "Disco Estimulante"

(Nominados)